# دعوا تپه
دعوا تپه مربوط به دوران‌های تاریخی پس از اسلام است و در شهرستان کبودرآهنگ، بخش مرکزی، روستای نور آباد واقع شده و این اثر در تاریخ ۱۰ دی ۱۳۸۱ با شمارهٔ ثبت ۷۰۲۱ به‌عنوان یکی از آثار ملی ایران به ثبت رسیده است.